# Küniglberg
Küniglberg är en kulle i Österrike.   Den ligger i  förbundslandet Wien, i den östra delen av landet, 7 km sydväst om huvudstaden Wien. Toppen på Küniglberg är 255 meter över havet, eller 31 meter över den omgivande terrängen. Bredden vid basen är 0,75 km.
Terrängen runt Küniglberg är platt åt sydost, men åt nordväst är den kuperad. Terrängen runt Küniglberg sluttar österut. Runt Küniglberg är det mycket tätbefolkat, med 3 134 invånare per kvadratkilometer.. Närmaste större samhälle är Wien, 7,0 km nordost om Küniglberg. 
Runt Küniglberg är det i huvudsak tätbebyggt.